# Zwart weeskind
Het zwart weeskind (Mormo maura) is een dagactieve nachtvlinder uit de familie Noctuidae (uilen). De voorvleugellengte bedraagt tussen de 30 en 36 millimeter. De soort komt verspreid over Europa voor. Hij overwintert als rups.
De Nederlandse naam met 'weeskind' suggereert een nauwe verwantschap met soorten uit het geslacht Catocala, zoals het rood weeskind en het blauw weeskind. Het zwart weeskind wordt echter gerekend tot een andere familie dan de Catocala-weeskinderen, die zijn ingedeeld bij de spinneruilen (Erebidae).

## Waardplanten
Het zwart weeskind heeft als waardplanten allerlei kruidachtige planten in het najaar als jonge rups, en allerlei loofbomen en struiken in het voorjaar als oudere rups.

## Voorkomen in Nederland en België
Het zwart weeskind is in Nederland een algemene en in België een vrij algemene soort. De soort werd in Nederland lang vooral gezien in Zuid-Limburg. Hoewel nog steeds het meest algemeen in de zuidelijke provincies heeft ze zich in de jaren 2020 uitgebreid tot op de Waddeneilanden. In België is de soort in Vlaanderen sterk toegenomen en algemeen in grote delen van Oost- en West-Vlaanderen. De vlinder is anno 2023 nog zeldzaam in Wallonië, maar kan er lokaal in hoge aantallen voorkomen. Het zwart weeskind kent één generatie die vliegt van halverwege juni tot halverwege september.